# La Chapelle-de-Guinchay
La Chapelle-de-Guinchay è un comune francese di 3 742 abitanti situato nel dipartimento della Saona e Loira nella regione della Borgogna-Franca Contea.

## Società

### Evoluzione demografica
Abitanti censiti